# Bharatisiren
Bharatisiren (лат.) — род вымерших морских растительноядных млекопитающих из семейства дюгоневых. Их ископаемые остатки принадлежат к позднему олигоцену и раннему миоцену (28,1—20,44 млн лет назад). Они найдены на территории Индии (штат Гуджарат и округ Кач). Его соседями были по крайней мере два вымерших вида дюгоневых: Kutchisiren cylindrica и Domningia sodhae. Эти три вида отличались наклоном рыла, размерами и другими чертами строения черепа и бивней. Видимо, это позволяло им разойтись по разным экологическим нишам и снизить межвидовую конкуренцию, но точные родственные связи между ними пока не установлены.

## Классификация
По данным сайта Paleobiology Database, на май 2023 года в род включают 2 вымерших вида:
- Bharatisiren indica Bajpai et al. 2006
- Bharatisiren kachchhensis Bajpai et al. 1987